# 체순환

체순환 (體循環, 영어: systemic circulation)은 순환계통의 일부이며, 산소화된 혈액을 심장에서 몸으로 전달한 뒤 산소가 제거된 혈액을 심장으로 반환시킨다. 대순환(大循環)이라고도 한다.
이 용어는 이븐 알 나피스가 처음으로 제안한 용어인 폐순환과는 반의어이다.

## 같이 보기
- 폐순환